# Mid Bedfordshire
Mid Bedfordshire was een Engels district in het graafschap Bedfordshire en telde 121.024 inwoners (2001). De oppervlakte bedraagt 502,9 km².
Van de bevolking is 13,2% ouder dan 65 jaar. De werkloosheid bedraagt 1,9% van de beroepsbevolking (cijfers volkstelling 2001).

## Plaatsen in district Mid Bedfordshire
- Ampthill
- Biggleswade
- Old Warden
- Potton
- Sandy